# Gilberto Milos
Gilberto Milos est un joueur d'échecs brésilien né le 30 octobre 1963 à São Paulo.
Au 1er juin 2014, Milos est le no 4 brésilien avec un classement Elo de 2 583 points.

## Biographie et carrière
Grand maître international depuis 1988, Gilberto Milos a remporté six fois le championnat d'échecs du Brésil (en 1984, 1985, 1986, 1989 et 1995, 1996) et quatre fois le championnat d'Amérique du Sud (en 1987, 1998, 2005 et 2007).

## Palmarès
Milos a remporté les tournois suivants :
- Curitiba 1983,
- Santiago 1987 (tournoi zonal) et 1989,
- Buenos Aires 1988,
- Asuncion 1992,
- Elgoibar 1993,
- Villa Martelli 1998,
- São Paulo 1999 (tournoi zonal),
- Santos 2001 et 2003.

En 2000, il finit deuxième de l'open de Cappelle-la-Grande, à égalité de points avec le vainqueur Youriï Kouppa,

## Championnats du monde et coupes du monde
En 1987, Milos se qualifia pour le tournoi interzonal de Szirák 1987 et finit 13e-14e en marquant 7 points sur 17.
| Année | Lieu                             | Résultat       | Ultime adversaire              | Adversaires battus                                                      |
| ----- | -------------------------------- | -------------- | ------------------------------ | ----------------------------------------------------------------------- |
| 1997  | Groningue                        | troisième tour | Alexeï Chirov (1,5 à 2,5)      | Niaz Murshed (2 à 0) Stefan Kindermann (2 à 0).                         |
| 1999  | Las Vegas                        | troisième tour | Alexeï Chirov (1 à 3)          | Alexander Ivanov (1,5 à 0,5) Valeri Salov (2 à 0)                       |
| 2000  | Shenyang (coupe du monde)        | demi-finaliste | Ievgueni Bareïev (1 à 2)       | Sergei Movsessian (2,5 à 1,5) Aleksandr Morozevitch Alekseï Aleksandrov |
| 2000  | New Delhi                        | deuxième tour  | Aleksandr Morozevitch (0 à 2)  | Abhijit Kunte (2,5 à 1,5).                                              |
| 2001  | Moscou                           | deuxième tour  | Alekseï Dreïev (0,5 à 1,5)     | Đào Thiên Hải (1,5 à 0,5).                                              |
| 2004  | Tripoli                          | premier tour   | Michał Krasenkow (0,5 à 1,5)   |                                                                         |
| 2005  | Khanty-Mansiïsk (coupe du monde) | premier tour   | Darmen Sadvakassov (0,5 à 1,5) |                                                                         |
| 2007  | Khanty-Mansiïsk (coupe du monde) | premier tour   | Boris Avroukh (1 à 3)          |                                                                         |
| 2009  | Khanty-Mansiïsk (coupe du monde) | deuxième tour  | Nikita Vitiougov (3,5 à 4,5)   | Zahar Efimenko (1,5 à 0,5)                                              |

.
En 2000, Milos finit 3e-4e (demi-finaliste) de la première coupe du monde organisée par la FIDE à Shenyang, ex æquo avec Boris Guelfand. Il remporta sa poule préliminaire avec 3,5 points sur 5 (+2 =3) devant Zurab Azmaiparashvili, Boris Gulko, Alekseï Dreïev, Alekseï Aleksandrov et Aleksandr Morozevitch. Il battit Sergei Movsesian en quart de finale (2,5 à 1,5) et perdit la demi-finale contre Bareïev (1 à 2).

## Olympiades
Milos a participé à onze olympiades d'échecs de 1982 à 2012, jouant au premier échiquier en 1990, 1992, 1994 et 2000. En 1986, il jouait au deuxième échiquier et réalisa la cinquième meilleure performance de l'olympiade au deuxième échiquier en marquant 7 points sur 10.